# 玄番北之町
玄番北之町（げんばんきたのちょう）は、兵庫県尼崎市にある町丁。丁目は振り分けられていない。郵便番号は660-0872。

## 地理
東は建家町に接する。西は西本町に接する。北は神田南通、南は玄番南之町と接する。

## 交通
鉄道、バス共に走っていない

## 校区[3]
| 区域 | 小学校     | 中学校     |
| ---- | ---------- | ---------- |
| 全域 | 竹谷小学校 | 中央中学校 |

## 施設
- ひさい歯科病院